# Viel Spaß mit meiner Frau
Viel Spaß mit meiner Frau ist eine deutsche Filmkomödie aus dem Jahr 1997, die von Peter Welz inszeniert wurde. Der Film basiert auf einer Idee von Jörg Schüttauf, der auch eine der Hauptrollen übernahm. Die andere Hauptrolle spielte Jörg Gudzuhn.

## Handlung
Die Handlung des Films beginnt mit einer entscheidenden Weinprobe, die das Leben zweier Männer, Apel und Fiebelkorn (gespielt von Jörg Gudzuhn und Jörg Schüttauf), auf den Kopf stellt. Apel, ein Genießer und Gourmet mit einer Tendenz zum Nichtstun, steht vor einem wichtigen Vorstellungsgespräch für einen Managerposten, hat jedoch keine Lust darauf. Genau in diesem Moment erscheint der Weinvertreter Fiebelkorn an seiner Tür.
Während der Weinverkostung trinkt Apel zu viel und bleibt sturzbetrunken liegen, sehr zum Entsetzen seiner Frau, die sich von dem neuen Job einen sozialen Aufstieg erhofft hatte. Fiebelkorn, der ursprünglich nur Apels Abwesenheit beim Vorstellungsgespräch erklären wollte, wird fälschlicherweise für Apel gehalten und erhält den Job.
Dieser unerwartete Rollentausch führt zu einer Reihe von komischen und oft peinlichen Situationen. Fiebelkorn muss nun nicht nur Apels berufliche Rolle übernehmen, sondern auch mit den Erwartungen und der Skepsis seiner eigenen misstrauischen Frau Regina umgehen. Er kann ihr kaum erklären, dass er unter falschem Namen eingestellt wurde.
Im Laufe des Films entwickeln sich neue zwischenmenschliche Beziehungen und sogar romantische Verwicklungen. Der anfängliche Rollentausch führt zu weiteren Verwechslungen und Missverständnissen, die die Charaktere in immer absurdere Situationen bringen. Diese Verwicklungen führen schließlich zu einer Neubewertung der Beziehungen und Lebensziele der beteiligten Personen.
Der Film endet mit einer humorvollen Auflösung der komplizierten Situationen, wobei die Charaktere aus ihren Erfahrungen lernen und neue Wege in ihrem Leben einschlagen. Es gibt nicht nur berufliche Veränderungen, sondern auch neue Paarkonstellationen, die sich aus den turbulenten Ereignissen ergeben.

## Besetzung und Crew
In der Filmkomödie Viel Spaß mit meiner Frau aus dem Jahr 1997 finden sich einige bemerkenswerte Talente sowohl vor als auch hinter der Kamera.
Die Hauptrollen in diesem humorvollen Werk über Identitätswechsel und daraus resultierende Verwicklungen wurden von Jörg Gudzuhn und Jörg Schüttauf übernommen. Jörg Gudzuhn spielte die Rolle des Apel, während Jörg Schüttauf als Fiebelkorn zu sehen war. Die weiblichen Hauptrollen wurden von Nina Franoszek und Gundula Köster gespielt, wobei Franoszek die Rolle der Ilona Apel und Köster die der Regina Fiebelkorn übernahm. Zu den weiteren Darstellern gehörten Hanns Zischler als Schmidthenner und Sophie Rois, die die Rolle der Fräulein Behrens verkörperte.
Die Regie des Films lag in den Händen von Peter Welz, der für seine Fähigkeit bekannt ist, komödiantische Elemente geschickt in Szene zu setzen. Das Drehbuch wurde von Bernd Schirmer verfasst, der auch die Romanvorlage zum Film lieferte. Dies zeigt, dass Schirmer eine tiefe Verbindung zum Stoff hatte, was sich positiv auf die Adaption auswirkte. Die Produktion des Films wurde von Georg Stingl und Udo Heiland übernommen, die sicherstellten, dass der Film sowohl kreativ als auch logistisch reibungslos umgesetzt wurde. Die Kameraführung lag bei Sebastian Richter, dessen Arbeit die visuelle Erzählung des Films unterstützte und die komödiantischen Elemente effektiv einfing. Die musikalische Untermalung, die in Komödien oft eine zentrale Rolle spielt, wurde von Bert Wrede komponiert. Seine Musik trug dazu bei, die Stimmung des Films zu heben und die humorvollen Szenen zu untermalen. Das Kostümdesign, das für die Charakterisierung in Filmkomödien ebenfalls entscheidend sein kann, wurde von Riccarda Merten-Eicher übernommen, während Udo Riemer für das Makeup verantwortlich war.

## Rezeption
TV Spielfilm hebt besonders die Leistung der Darsteller hervor und beschreibt sie als „beschwingt“, was zur allgemeinen Heiterkeit des Films beiträgt. Die Redaktion lobt den Film für seinen Humor und zeichnet ihn als eine gelungene TV-Komödie aus, die den Adolf-Grimme-Preis 1998 gewonnen hat.
Filmdienst betont, dass der Film zwar nicht unbedingt wirklichkeitsnah ist, aber mit viel komödiantischem Geschick und einem Ostalgie-Touch seine Geschichte erzählt. Die Kritik hebt hervor, dass die turbulente Verwechslungskomödie für Unterhaltung sorgt und ab einem Alter von 12 Jahren empfohlen wird.
Der Film wurde mit dem Grimme-Preis ausgezeichnet, was seine Qualität und Beliebtheit unterstreicht. Diese Auszeichnung wird in den Kritiken als Beleg für die gelungene Umsetzung und die positive Aufnahme des Films gewertet.